# アルギルダス・ブラザウスカス
アルギルダス・ミーコラス・ブラザウスカス（リトアニア語: Algirdas Mykolas Brazauskas、1932年9月22日 - 2010年6月26日） は、リトアニアの政治家。首相や大統領を務めた。

## 人物
1932年、独立期のリトアニア北部のロキシュキスに生まれる。（1940年、リトアニアはソビエト連邦に併合される。）1952年、カウナス工業大学を卒業する。リトアニア共産党の党官僚として出発し、1965年建設資材産業大臣、1967年国家計画委員会副議長、1977年リトアニア共産党中央委員会書記など、党と政府の要職を歴任した。
ミハイル・ゴルバチョフがペレストロイカを開始すると、リトアニアを含むバルト三国では、ソ連から離脱し独立の気運が高まるが、ブラザウスカスは、リトアニア共産党独立派の領袖として活動し、1988年10月リトアニア共産党第一書記に就任する。第一書記としてのブラザウスカスは、共産党の一党独裁、民主集中制の放棄を表明するとともに、ソ連共産党からの分離を推し進めた。
リトアニアが独立を回復した後、リトアニア共産党独立派が改組した民主労働党党首に就任する。また、1990年副首相、1992年最高会議議長などを歴任する。1993年、大統領制導入に伴い行われた大統領選挙に出馬し、当選。独立回復後の初代大統領となる。1998年に大統領を辞任。その後、2001年に社会民主党党首や首相を務めている。2006年6月、連立内の内紛から首相を辞任した。
2010年6月26日、前立腺がんのためヴィリニュスで死去した。